# Гурко Євген Андрійович
Гурко́ Євген Андрійович (23 липня 1914, с. Лихобор Турківського повіту, Галичина, нині с. Лихобора Турківського району Львівської області — 24 вересня 1979, Торонто) — український громадський діяч. Чоловік Стефанії, батько Романа Гурків. Доктор права і політичних наук Віденського університету (1945).
Після 2-ї світової війни жив у Німеччині у таборі для переміщених осіб, викладав німецьку мову в українській гімназії. 1948—1956 — в Австралії, один із організаторів української громади (м. Аделаїда). Від 1956 — у Торонто, працював урядником Департаменту транспорту провінції Онтаріо. Активний діяч Пласту, голова Літературно-мистетського товариства у Торонто. Статті і промови Гурко вміщені у збірнику «Місія людини» (Київ, 2005).